# أوستين أماليو
أوستين أماليو (بالإنجليزية: Austin Amelio) هو ممثل أمريكي، ولد في 27 أبريل 1988 في أوستن في الولايات المتحدة.

## أعمال

### مسلسلات
- الموتى السائرون

## وصلات خارجية
- أوستين أماليو على موقع IMDb (الإنجليزية)
- أوستين أماليو على موقع ألو سيني (الفرنسية)
- أوستين أماليو على موقع قاعدة بيانات الفيلم (الإنجليزية)
- أوستين أماليو على موقع كينوبويسك (الروسية)